# 冬青山 (科羅拉多州)
冬青山（英語：Holly Hills）是位於美國科羅拉多州阿拉帕霍縣的一個人口普查指定地區。

## 地理
冬青山的座標為39°40′03″N 104°55′05″W / 39.66750°N 104.91806°W，而該地最高點為海拔高度1677米（即5502英尺）。

## 人口
根據2010年美國人口普查的數據，冬青山的面積為1.53平方千米，當中陸地面積為1.53平方千米，而水域面積為0.00平方千米。當地共有人口2521人，而人口密度為每平方千米1,647人。